# ヒカレイノチ
「ヒカレイノチ」は、日本のピアノ連弾ボーカルユニットKitri（キトリ）のファーストシングルである。2021年11月17日に日本コロムビアより発売された。

## 概要
表題曲はオダトモヒト原作のTX系アニメ『古見さんは、コミュ症です。』のエンディング・テーマに使用された。カップリング曲として収録された「シンパシー」は同アニメ第1話のエンディング曲。いずれも作詞を Mona と Hina 、作曲を Mona が担当。ジャケットはピアノのそばに立つヒロインの古見さんを描いたアニメ描き下ろしイラストが使用されている。このイラストは早期予約特典のポスターのデザインでも用いられた。

## 楽曲解説

### 「ヒカレイノチ」
表題曲の「ヒカレイノチ」は、誰も本当の自分のことを知らない世界で、優しい言葉をかけてくれたあの人に会うために毎日を生きたいと思う、不器用な少女を歌っている。編曲はKitriと網守将平で行い、ベースに LITTLE CREATURES の鈴木正人、ギターに西田修太、ドラムに伊吹文裕らが参加。純粋かつ澄み渡るような透明感があり、アニメ作品とアーティスト間の親和性の高さがよく現れた楽曲となっている。音楽ライターの森朋之は表題曲が心地良いエネルギーを生み出しているとし、その要因として素朴ではあるが穏やかな旋律とクラシカルな編曲を挙げている。
Monaはアニメのヒロインである古見さんに共感する部分が多くあったので、彼女の内面に寄り添う楽曲を制作したかったと話している。制作では何十通りものサビのメロディーを作ることから始め、編曲では網守とデモのやり取りを通じて、頻繁に意見を交換しながら作り上げた。もともと原曲に付けていた仮タイトルは爽やかな自然をイメージさせる「もえぎ」であったが、サビの冒頭の歌詞「光れいのち」を書いたときに重要なフレーズと感じたため、視覚的に印象づける意図から歌詞をカタカナに変更し、さらにそれをタイトルにも用いたという。
ミュージックビデオは搗宮姫奈主演のショートフィルムが制作された。監督を務めたのは2020年に京都国際映画祭で受賞した山元環。アニメのヒロインと同じく不器用な女子生徒が変化していこうとする姿を描いている。
CD発売に先立つ10月14日より先行配信が開始され、同時にYouTubeでは「ヒカレイノチ」のミュージックビデオと、エンディング映像のノンクレジットバージョンが公開された。また12月23日にはピアノボーカルバージョンが公開されている。

### 「シンパシー」
カップリング曲「シンパシー」は、アニメ第1話のエンディング曲として制作された。Kitriの連弾が印象的な楽曲で、新しい出会いや環境で不安や緊張を感じながらも、気になる人と仲良くなりたいと思う気持ちを歌っている。

## 備考
- 11月28日に「ヒカレイノチ」のリリースを記念して、Kitriがディスクジョッキーを務めたエフエム京都のラジオ番組「Kitristime」とコラボしたオンラインイベントが開催された[8]。
- アキバ総研が開催した2021年秋アニメのエンディング・テーマの人気投票で2位を獲得した[5]。

## 収録曲
| 全作詞: Mona、Hina、全作曲: Mona。 |                                                                             |            |            |                 |      |
| #                                  | タイトル                                                                    | 作詞       | 作曲・編曲 | 編曲            | 時間 |
| 1.                                 | 「ヒカレイノチ」(テレビアニメ『古見さんは、コミュ症です。』EDテーマ)        | Mona、Hina | Mona       | 網守将平、Kitri | 5:22 |
| 2.                                 | 「シンパシー」(テレビアニメ『古見さんは、コミュ症です。』第1話特別EDテーマ) | Mona、Hina | Mona       | Kitri           | 3:30 |
| 3.                                 | 「ヒカレイノチ」(instrumental)                                              | Mona、Hina | Mona       |                 | 5:22 |
| 合計時間:                          | 合計時間:                                                                   | 合計時間:  | 14:14      |                 |      |